# Liste des ducs de Schleswig

Situation du Schleswig dans le Jutland.

Le duché de Schleswig est un duché du sud du Danemark qui est l’héritier de la Marche créée vers 975 par l’Empereur Otton II au Nord de l’Eider jusqu’à la rivière Schlei (danois Schli) et qui fut abandonnée aux Danois par Conrad II en 1027. Érigé en fief par les rois de Danemark, il porte le nom de duché de Sud-Jütland (danois Sonderjylland) et (allemand Südjütland) puis de Schleswig (danois Slesvig).

## Liste des ducs
- 1080-1095 : Oluf Ier de Schleswig
- 1095-1103 : Éric Ier de Schleswig
- 1103-1131 : Knut Ier Lavard  reçoit le titre de duc en 1115 de son oncle Niels de Danemark ;
- 1131-1150 : Valdemar Ier de Schleswig
- 1150-1162 : Knut II Henriksen, fils de Henrik de Danemark ;
- 1162-1167 : Buris Henriksen, fils de Henrik de Danemark ;
- 1167-1173 :  Christophe Ier Valdermarsen, fils illégitime de Valdemar Ier ;
- 1173-1182 : Valdemar Ier de Schleswig rétabli ;
- 1182-1191 : Knut III de Schleswig
- 1191-1218 : Valdemar II de Danemark
- 1218-1232 : Eric II de Schleswig
- 1232-1252 :  Abel de Schleswig
- 1252-1253 : Vacance
- 1253-1257 : Valdemar III de Schleswig
- 1257-1272 : Éric III de Schleswig
- 1272-1312 : Valdemar IV de Schleswig
- 1312-1325 : Éric IV de Schleswig
- 1325-1364 : Valdemar V de Schleswig
- 1364-1375  : Henri Ier de Schleswig

Union avec le Danemark puis en 1386 le duché est donné en fief aux comtes de Holstein.
- 1375-1384  : Henri II de Schleswig , prétendant ;
- 1375-1386  : Nicolas de Holstein-Rendsbourg, prétendant.
- 1386-1404 : Gérard Ier de Schleswig (Gérard VI de Holstein)
- 1404-1427 : Henri IV de Holstein
  - 1427-1459 : Adolphe XI de Holstein
  - 1427-1433 : Gérard VII de Holstein (Gérard VII et Adolphe XI sont deux frères puînés d'Henri IV)
- 1459-1481 : Christian Ier de Danemark (neveu des précédents par sa mère Hedwige de Holstein, épouse de Thierry d'Oldenbourg)

Union personnelle avec le royaume de Danemark, voir : Liste des rois de Danemark